# 拉斯洛三世

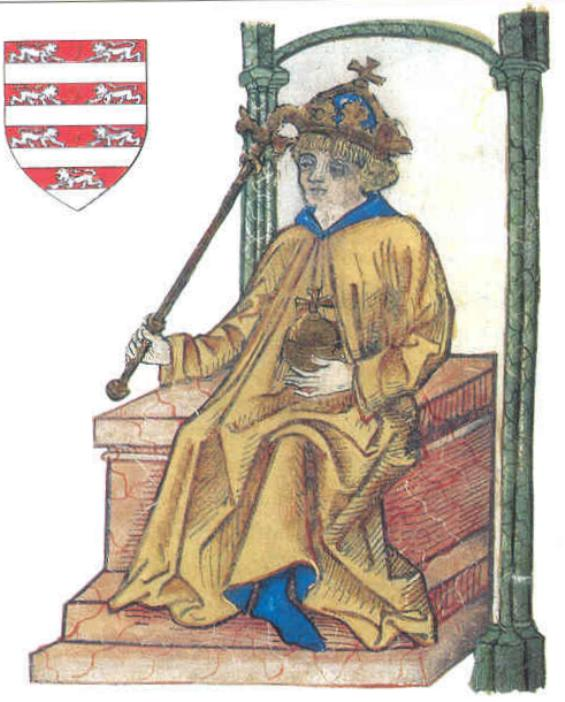
描繪在匈牙利編年史中的拉斯洛三世

拉斯洛三世（匈牙利語：III. László，1200年—1205年5月7日），阿爾帕德王朝匈牙利及克羅地亞國王（1204年—1205年在位）。匈牙利國王伊姆雷與妻子阿拉貢的康斯坦絲的唯一兒子。

## 生平
1204年，伊姆雷安排只得4歲的兒子拉斯洛三世加冕為國王，作為繼承人。他又與其弟安德烈和解，期望可以將幼子的監護權和整個王國托附給安德烈，讓他管理直到其子達到成年親政”。伊姆雷於1204年11月30日逝世，年幼的拉斯洛三世繼承王位。雖然教皇諾森三世書面要求身為叔父的安德烈公爵不得侵害年幼的拉斯洛三世的王權，但是安德烈拒絕聽從教皇的警告，安德魯扣押伊姆雷已經存放在皮利甚修道院的金錢。這些錢是留給拉斯洛三世的，但安德烈卻據為己有。
考慮到兒子的地位不安全，康斯坦絲太后帶著拉斯洛三世逃往奧地利。雖然安德烈公爵盡力捕捉出走的康斯坦絲太后和拉斯洛三世，但他們仍可到達奧地利的維也納。奧地利公爵利奧波德六世是伊姆雷和安德烈二人的表弟，在安德烈威脅他要入侵奧地利的情況下，他仍然願意為拉斯洛三世二人提供庇護。可惜拉斯洛三世突然於1205年5月7日夭折。他的遺體被運到塞克什白堡，並埋在塞克什白堡大教堂。結果仍是由安德烈二世繼承王位。